# Adèle Thorens Goumaz
Pour les articles homonymes, voir Thorens.
Adèle Thorens Goumaz, née le 15 décembre 1971 à Soleure, est une personnalité politique suisse, membre des Verts et coprésidente du parti de 2012 à 2016.

## Biographie

### Origines et famille
Issue d'une famille d'industriels à l'origine de la fabrication des boites à musique, gramophones puis tourne-disques Thorens, Adèle Thorens Goumaz est la petite-fille du député libéral Robert Thorens. Son père est médecin et sa mère enseignante.
Elle est mariée et mère d'un enfant. Son époux est historien de l'art.
Elle habite à Montblesson.

### Formation
En 1998, elle obtient une licence (master) en philosophie, histoire et sciences politiques à l'Université de Lausanne. Son mémoire, consacré au philosophe Hans Jonas, obtient un prix de la Faculté des Lettres, notamment pour la « sensibilité éthique exemplaire à l’égard des grands problèmes écologiques de notre temps ».
Elle décroche ensuite un certificat post-grade en politiques de l'environnement et de la durabilité à l'Institut des Hautes études en administration publique de Lausanne (IDHEAP).

### Vie professionnelle
Après un an passé à l'École normale supérieure de Paris (ENS), dans le cadre de ses recherches en philosophie, elle commence une carrière académique en faisant de l'enseignement et de la recherche en philosophie et en politiques de l'environnement à l'Université de Lausanne et à l'IDHEAP.
Elle est ensuite engagée en 2004 au WWF Suisse comme responsable de la formation. Elle y crée le centre de formation WWF destiné à former des adultes en emploi aux exigences environnementales et à la communication. En 2006, elle est directrice par intérim du siège romand du WWF Suisse[réf. nécessaire].
Elle est nommée professeur associé en politiques territoriales et éthique à la Haute École d'ingénierie et de gestion du canton de Vaud à la rentrée 2023.

## Parcours politique

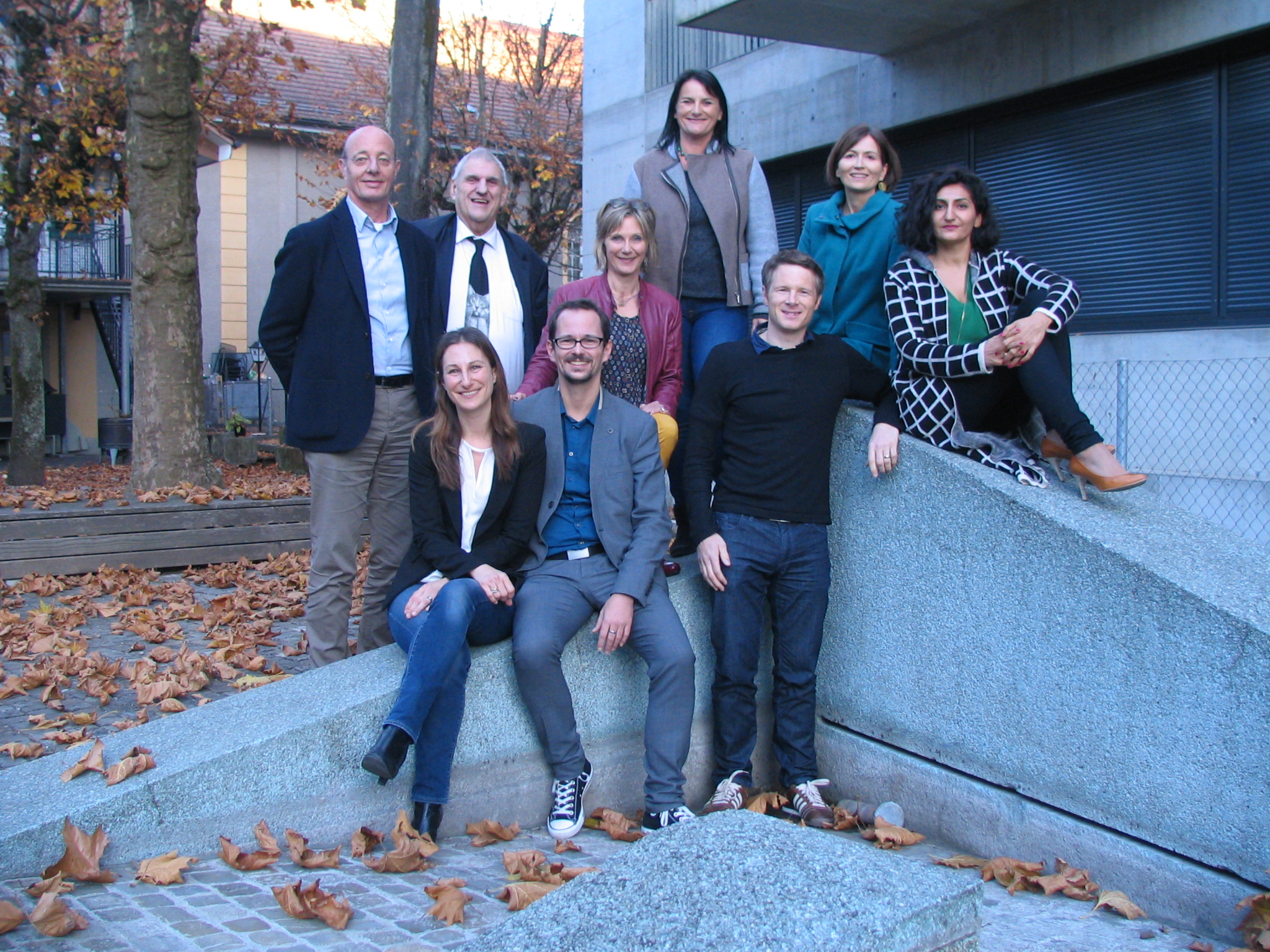
Quelques membres du groupe parlementaire des Verts suisse (2015).

Elle est élue en 2002 au Conseil communal de Lausanne, où elle siège jusqu'en 2007. Entre avril 2005 et novembre 2007, elle est présidente du groupe des Verts au Conseil communal.
En octobre 2007, elle est élue au Conseil national pour le canton de Vaud. Durant sa première législature, elle siège à la Commission de l'économie et des redevances (CER). Puis elle accède à la Commission de l'environnement, de l'aménagement du territoire et de l'énergie (CEATE). Elle est réélue en 2011 et 2015. En 2019, elle est élue au Conseil des États. Elle y siège au sein de la CEATE, de la CER et de la Commission des finances (CdF). Elle annonce à la mi-août 2022 qu'elle ne se présentera pas pour un nouveau mandat au terme de la législature.
Le 21 avril 2012, elle est nommée avec Regula Rytz coprésidente des Verts suisses, succédant à Ueli Leuenberger,. Elle occupe ce poste pendant quatre ans, puis y renonce pour des raisons familiales, souhaitant avoir plus de temps pour sa fille, mais aussi pour le travail de dossier.

## Positions politiques
Adèle Thorens Goumaz s'intéresse principalement à la politique environnementale, en particulier la transition énergétique, la préservation du climat, et la sauvegarde de la biodiversité. Elle s'est tout particulièrement engagée pour une meilleure conciliation entre économie et environnement, en contribuant de manière importante au lancement, par le parti des Verts suisses, de l'initiative pour une économie verte : elle a été coprésidente du comité de l'initiative et elle a par la suite codirigé la campagne jusqu'à la votation populaire de septembre 2016.
Elle a déposé de nombreuses interventions parlementaires dans les domaines de l'écologie industrielle, de la lutte contre l'obsolescence programmée,, de l'économie verte et de l’économie de fonctionnalité. Elle a en outre participé activement au lancement de l'initiative pour une sortie du nucléaire des Verts suisses et à la campagne de votation. Elle s'engage pour une agriculture durable et sans OGM. Enfin, une proposition de sa part dans le programme de législature 2007 - 2011 est à l'origine de la Stratégie biodiversité suisse.
En dehors des thèmes environnementaux, Adèle Thorens Goumaz s’intéresse entre autres à la numérisation de l'économie (Industrie 4.0), dans une perspective de durabilité, et à la préservation de médias libres, diversifiés et de qualité.